# Pedro Espinel Torres
Pedro Espinel Torres (Lima, 1 de agosto de 1908 - Ibíd, 8 de noviembre de 1981) fue un compositor peruano de música criolla, conocido como El Rey de las Polcas.

## Biografía
Sus padres fueron Eduardo Espinel Sánchez y Ventura Torres. Llegó a cursar solamente el primer año de educación primaria, ya que se vio obligado a trabajar desde muy niño para contribuir a los gastos familiares. Fue mensajero en 1920 a la edad de doce años, en 1923 con quince años de edad, ingresó en calidad de aprendiz a un taller de tipografía. En 1928 pasaría a ser habilitador en un depósito de madera. No obstante en sus diversiones juveniles, fue descubriendo poco a poco su gran vocación musical; cantó sus primeras inquietudes de amor, llegando a formar un conjunto con guitarra y castañuelas para amenizar las fiestas, y con intenciones profesionales, integraría luego el grupo que se diera a conocer como "Los Criollos del Barrio".
En 1925 llegó a conocer al afamado compositor Felipe Pinglo Alva, con quien mantuvo una estrecha amistad, e inició su aprendizaje en los secretos de los ritmos populares. Conmovido por el sensible fallecimiento del compositor el 13 de mayo de 1936, compuso su primera canción: "Murió el Maestro". En 1938 apareció en la película musical Gallo de mi galpón. En 1939 Radio Nacional prohibió la transmisión de los valses "Fin de Bohemio" y "El Expósito". Quizá debido al incidente radial, dio mayor resonancia a sus composiciones, y actuó intensamente en teatros y estaciones transmisoras.
Fue elegido como concejal en el distrito del Rímac en 1963, y encargado de la inspección del registro civil, organizó las primeras bodas masivas para regularizar la situación familiar de muchas parejas del pueblo. Lamentablemente aquejado por la diabetes, misma que no acertaba en controlar, sufriría la amputación de sus piernas. Debido a éste incidente que lo limitaría físicamente no llegó a interrumpir las expresiones de su ingenio, principalmente en ritmo de polka, y se afirma que llegó a componer 300 obras en dicho género.

## Obras musicales
Entre su vasto repertorio de valses peruanos y polcas destacaron: "El Proscripto", inspirada en las frustraciones de un ex presidiario; "Alejandro Villanueva", en homenaje al celebrado futbolista de Alianza Lima; "Pobre Ciego", inspirada y dedicada al boxeador Alex Rely; "Ave sin Nido", "Remembranzas" en homenaje a su madre; "Mas Allá", compuesta juntamente con Adrián Flores Albán, en recuerdo de su esposa fallecida; y "Páginas Rotas", presagiando su muerte.
Otras piezas musicales fueron: 
- Rosa Elvira - vals
- Un gran Amor - vals
- Me atormenta la inquietud - polka
- Ojazos Negros - polka
- Sonrisas - polka
- La Campesina - polka
- Alejandro Villanueva - vals
- El expósito - vals
- Bom bom coronado - polka
- El prisionero - vals
- Remembranzas - vals
- Murió el maestro - vals (dedicado a Felipe Pinglo Alva)
- Ingratitud - polka
- Celos míos - vals